# NGC 4341
NGC 4341 = IC 3260, ist eine Linsenförmige Galaxie vom Hubble-Typ SB0 im Sternbild Jungfrau auf der Ekliptik. Sie ist schätzungsweise 38 Millionen Lichtjahre von der Milchstraße entfernt und hat einen Durchmesser von etwa 30.000 Lichtjahren. Die Galaxie ist unter der Katalognummer VCC 672 als Mitglied des Virgo-Galaxienhaufens eingetragen.

Im gleichen Himmelsareal befinden sich u. a. die Galaxien NGC 4342, NGC 4365, IC 3259, IC 3267 und PGC 40338. 
Das Objekt wurde am 13. April 1784 von dem deutsch-britischen Astronomen Wilhelm Herschel entdeckt.